# Yasha
Yasha Conen (* 1981 in Berlin) ist ein deutscher Rapper, Sänger und Songwriter.

## Biografie
Yasha Conen stammt aus dem Berliner Stadtteil Moabit und schloss sich mit seinem Bruder David und zwei anderen Rappern aus der Nachbarschaft zum Hip-Hop-Quartett Moabeat zusammen. Nach der Trennung 2004 machte Yasha alleine weiter, während sich sein Bruder David alias Monk und DJ Illvibe zum Produzentenduo The Krauts zusammenschlossen. Diese produzierten unter anderem auch für den Rostocker Marteria und Miss Platnum, die schon für Moabeat gesungen hatte. Beim Album Zum Glück in die Zukunft von Marteria, das 2010 erschien, waren dann sowohl Miss Platnum als auch Yasha als Gastmusiker vertreten. Der Titel Verstrahlt von Marteria und Yasha war die erfolgreichste Auskopplung aus dem Album und erreichte in Deutschland und Österreich die Top 40.
Auch nach dem Album blieben die drei Interpreten und die beiden Produzenten verbunden und starteten 2012 das gemeinsame Projekt Lila Wolken. Vorab veröffentlichten sie bereits das Lied Feuer zum kostenlosen Download auf der Projektseite, bevor am 14. September die gemeinsame EP Lila Wolken mit fünf Titeln erschien. Der Titelsong stieg auf Anhieb auf Platz 1 der deutschen Singlecharts ein.
Im Mai 2013 unterschrieb Yasha bei dem Label Four Music, das gleiche Label, welches auch schon Marteria und Miss Platnum unter Vertrag hat. Zur selben Zeit veröffentlichte er das Lied Killing Me zusammen mit Lexy & K-Paul, in dem er zum ersten Mal auf Englisch singt. Ende Juli erschien sein Debüt-Album Weltraumtourist. Zuvor erschien bereits die Single Strand, die es in die Top 20 der deutschen Verkaufscharts schaffte.

## Diskografie
Alben
- Weltraumtourist (Yasha, 26. Juli 2013)

Lieder
- Verstrahlt (Marteria featuring Yasha, 13. August 2010)
- Feuer (Marteria, Yasha & Miss Platnum, 14. September 2012)
- Lila Wolken (Marteria, Yasha & Miss Platnum, 14. September 2012)
- Killing Me (Lexy & K-Paul feat. Yasha, Mai 2013)
- Strand (Yasha, 31. Mai 2013)
- Love, Peace & Happiness  (Marteria feat. Inéz & Yasha, 17. September 2021)

Sonstige
- 2012: Lila Wolken (Stickles Krabbe Remix) (mit Marteria und Miss Platnum) (Juice Exclusive! auf Juice-CD #113)